# Mary Pickford
Pour les articles homonymes, voir Pickford.
Gladys Louise Smith, dite Mary Pickford, est une actrice, productrice et femme d'affaires canadienne née le 8 avril 1892 à Toronto (Ontario) et morte le 29 mai 1979 à Santa Monica (Californie).
Surnommée « La petite fiancée de l'Amérique », « Little Mary » (Petite Mary) ou encore « La fille aux boucles », elle séduisit le public par sa grâce juvénile et primesautière dans des films comme Pauvre Petite Fille riche ou Le Petit Lord Fauntleroy. Cofondatrice des studios United Artists et de l'Academy of Motion Picture Arts and Sciences, elle fait partie des plus grands pionniers des débuts d'Hollywood. Son influence dans le développement de son métier est considérable. Intrinsèquement liée au cinéma, elle est une figure décisive dans l'histoire de la célébrité moderne. Son statut et ses exigences contractuelles contribuèrent à façonner l'industrie du cinéma et la communauté cinématographique appelée « Hollywood ». En 1930, elle remporte l'Oscar de la meilleure actrice pour le rôle de Norma Besant dans Coquette de Sam Taylor.
La fin du cinéma muet fut fatale à sa carrière d'actrice, après sa participation à quatre films parlants. Elle a joué dans 236 films, en 27 ans de carrière. Au regard de sa contribution au cinéma américain, l'American Film Institute désigne Mary Pickford la 24e plus grande star féminine de tous les temps.

## Biographie

### Premiers pas

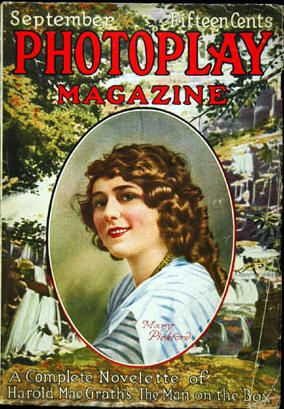
Mary Pickford en couverture du magazine Photoplay (1914).

Gladys Louise Smith, plus tard dite Mary Pickford, est née à Toronto (Ontario, Canada). Son père, John Charles Smith, descendant d'immigrants anglais méthodistes, occupe de nombreux petits emplois. Sa mère, Charlotte Hennessy, est issue d'une famille catholique irlandaise. Elle est l'aînée de Jack et Lottie Pickford, qui deviennent également acteurs. Pour amadouer les sensibilités familiales, Mary est baptisée dans des églises méthodiste et catholique. Elle est élevée dans la religion catholique après l'abandon du foyer par son père alcoolique en 1895 (il meurt trois ans plus tard d'hémorragie intra-cérébrale dans un accident de travail). Sa mère, Charlotte, qui travaillait déjà comme danseuse, commence à prendre des pensionnaires. L'un d'eux fit jouer un petit rôle à la jeune Mary, âgée alors de sept ans, dans une production de The Silver King au Princess Theatre de Toronto. Elle joue ensuite dans de nombreux mélodrames avec la Valentine Company à Toronto, interprétant même le premier rôle de Little Eva dans leur production de La Case de l'oncle Tom, la pièce la plus populaire du XIXe siècle.

### Début de carrière
Au début du siècle, la comédie est une affaire de famille pour la jeune Mary Pickford : sa mère, son frère et sa sœur font des tournées aux États-Unis dans des pièces au sein de compagnies de troisième ordre qu'ils rejoignent dans des trains de troisième classe. Après six mois financièrement difficiles, elle se donne six mois pour décrocher un rôle majeur à Broadway, en envisageant de tout arrêter en cas d'échec. En 1907, elle est prise pour un second rôle dans la pièce The Warrens of Virginia. La pièce est écrite par William C. de Mille, dont le frère, alors inconnu, Cecil B. DeMille, figure également dans la distribution. David Belasco, le producteur de la pièce, insiste alors pour que Gladys Smith prenne pour de bon le nom de scène Mary Pickford. Après les représentations à Broadway et la tournée consécutive, elle se retrouve à nouveau sans emploi.

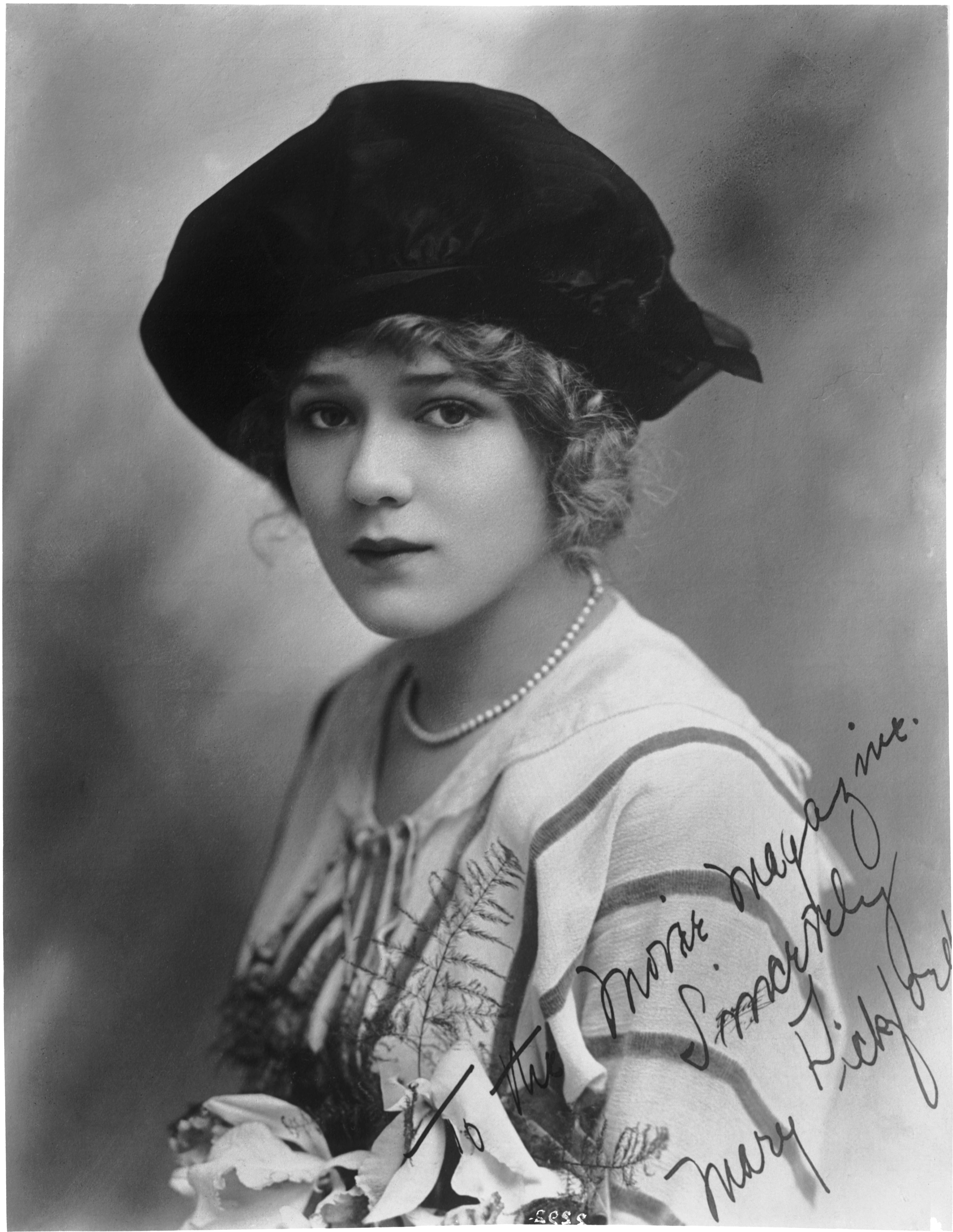
Portrait dédicacé de Mary Pickford vers 1914-1915.

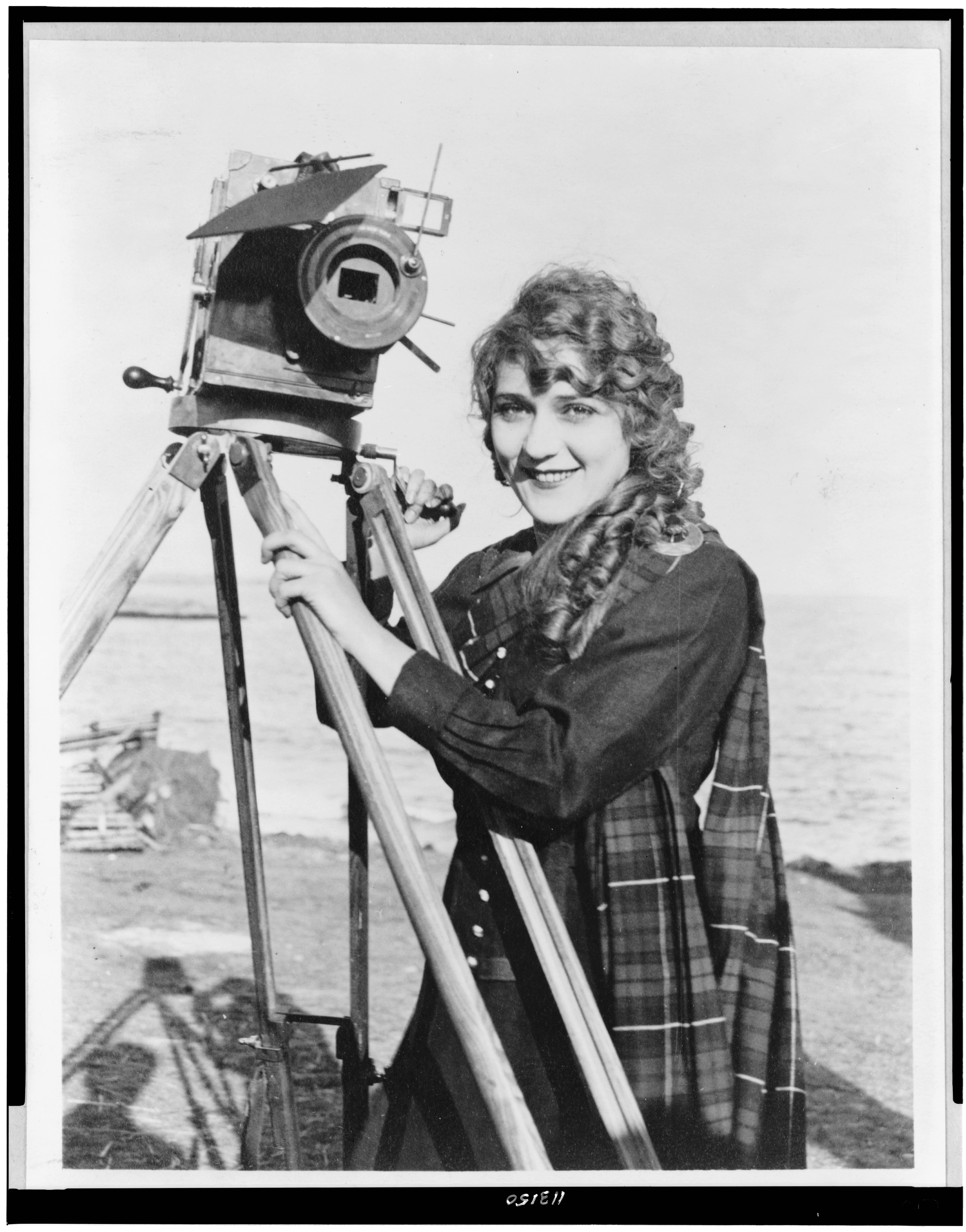
Mary Pickford vers 1916.

Le 19 avril 1909, le réalisateur D. W. Griffith de la Biograph Company lui fait passer un test à l'écran dans le studio new-yorkais de la compagnie pour un rôle dans le film Pippa Passes destiné aux théâtres nickelodeon. Le rôle échoit à une autre mais Griffith est instantanément sous le charme de la jeune actrice, qui comprend d'instinct que la comédie pour l'écran est plus simple et intime que le jeu de scène ampoulé de l'époque. La plupart des acteurs de la Biograph sont payés cinq dollars par jour, mais dès le premier jour Griffith consent à lui en offrir dix par jour à hauteur de  quarante dollars la semaine. À l'instar de ses collègues, Mary Pickford joue autant de participations que des premiers rôles, et interprète des mères, des ingénues, des femmes hautaines, des pilotes de guerre, des esclaves, des indiennes et même une prostituée. À propos de son succès foudroyant à la Biograph, elle dit : « Je jouais des femmes de ménage, des secrétaires et des femmes de toutes nationalités... J'étais persuadée que si je jouais dans autant de films que possible, je deviendrais connue, et on me demanderait encore plus. » En 1909, elle tourne dans 51 films — soit près d'un film par semaine. Elle présente aussi son amie Florence LaBadie à D. W. Griffith, qui fait d'elle une des grandes stars de l'époque (entre 1911 et 1917, année de sa mort accidentelle).
En janvier 1910, elle accompagne une équipe de la Biograph à Los Angeles. De nombreuses compagnies avaient déjà rejoint la Côte Ouest pour fuir les courtes journées hivernales et la faible luminosité de la Côte Est. Elle ajoute ainsi des films californiens aux films tournés à New-York en 1909 (dont Sweet and Twenty, They Would Elope et To Save Her Soul). Tout comme les autres acteurs de la compagnie de Griffith, son nom n'est pas crédité mais le public l'a déjà remarquée dès ses premières apparitions. Ce qui pousse les gérants de salles de cinéma à capitaliser sur sa popularité en affichant sur leurs placards publicitaires leur programmation d'un film dans lequel joue « La Fille aux Boucles d'Or » ou « La Fille de la Biograph ». Elle quitte la Biograph en décembre, pour travailler l'année suivante avec l'Independent Moving Picture Company (future Universal Pictures) et Majestic. En désaccord avec leurs standards de création, elle repart s'associer à Griffith en 1912 et livre certaines de ses plus grandes performances d'actrice dans Friends, The Mender of Nets, Just Like a Woman et The Female of the Species. Cette même année, elle présente Dorothy et Lillian Gish (deux amies de l'époque des tournées) à Griffith. Les deux actrices deviennent des stars majeures du cinéma muet, respectivement dans la comédie et le drame.
Fin 1912, elle tourne son dernier film avec la Biograph, Le Chapeau de New York, avant de retourner à Broadway dans la production de A Good Little Devil monté par David Belasco. Cette expérience est le tournant majeur de sa carrière : Mary, qui a toujours rêvé de conquérir la scène de Broadway, découvre alors à quel point le cinéma lui manque. En 1913, elle décide de consacrer son énergie aux films. Au même moment, Adolph Zukor fonde la société Famous Players in Famous Plays (future Paramount Pictures), l'une des premières compagnies de longs-métrages, que Mary rejoint aussitôt parmi d'autres stars. On lui propose déjà 1000 dollars par semaine..

### Star

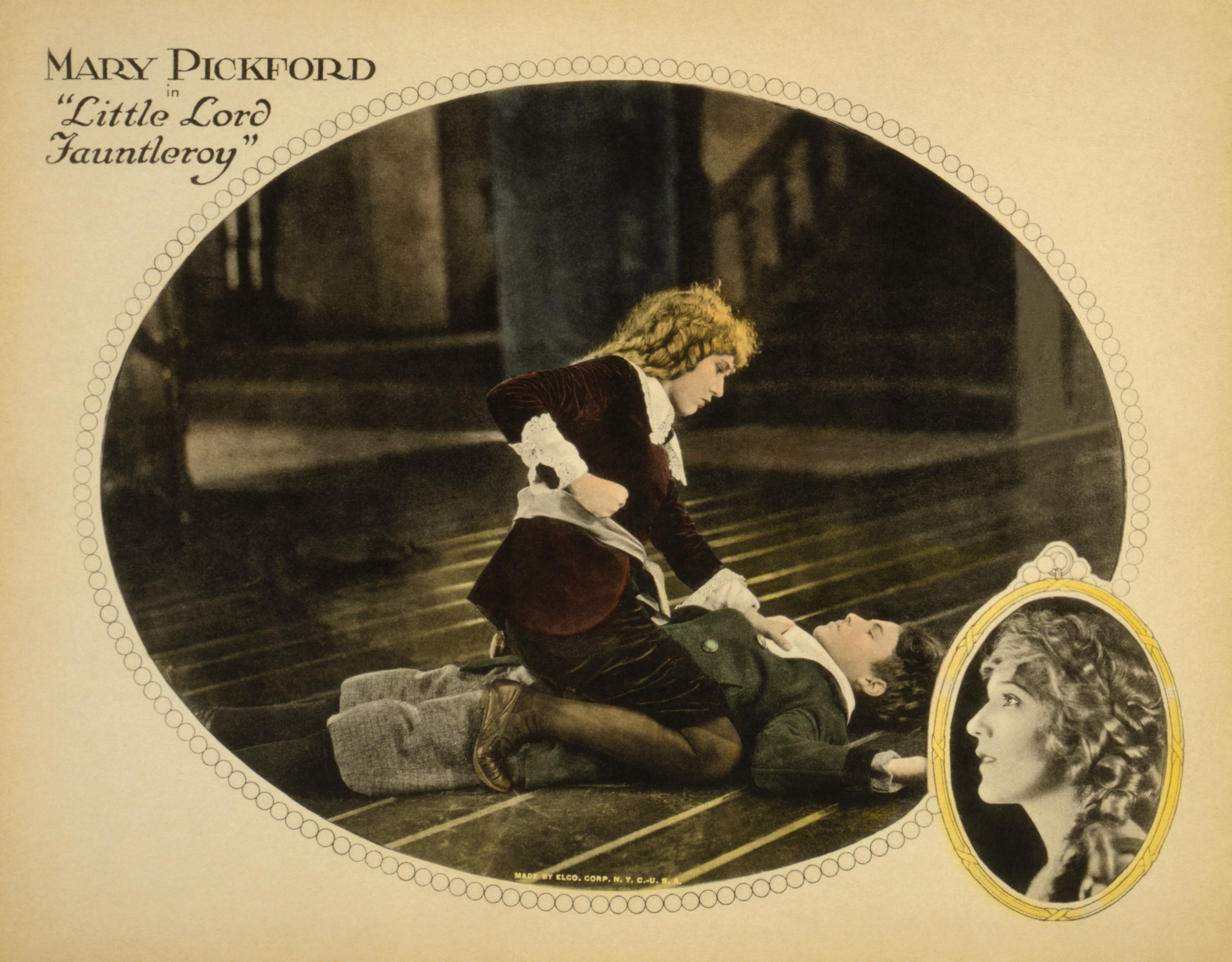
Carte de collection du film Le Petit Lord Fauntleroy dans lequel elle joue à la fois le rôle-titre et la mère.

Au long de sa carrière, Mary Pickford est la star de 52 longs-métrages. En 1916, elle signe un nouveau contrat avec Adolph Zukor afin de lui garantir la maîtrise totale sur la production des films dont elle tient le premier rôle, et un salaire record de 10 000 dollars/semaine.
Mesurant 1,55 m, elle joue parfois une enfant, comme dans Pauvre Petite Fille riche (1917), Petit Démon (Rebecca of Sunnybrook Farm, 1917) et Papa longues jambes (1919). Ce rôle de fillette lui convient à merveille et plaît à ses fans, mais contrairement à son image actuelle, elle ne se cantonne pas à cela au cours de ses années dans le cinéma muet.

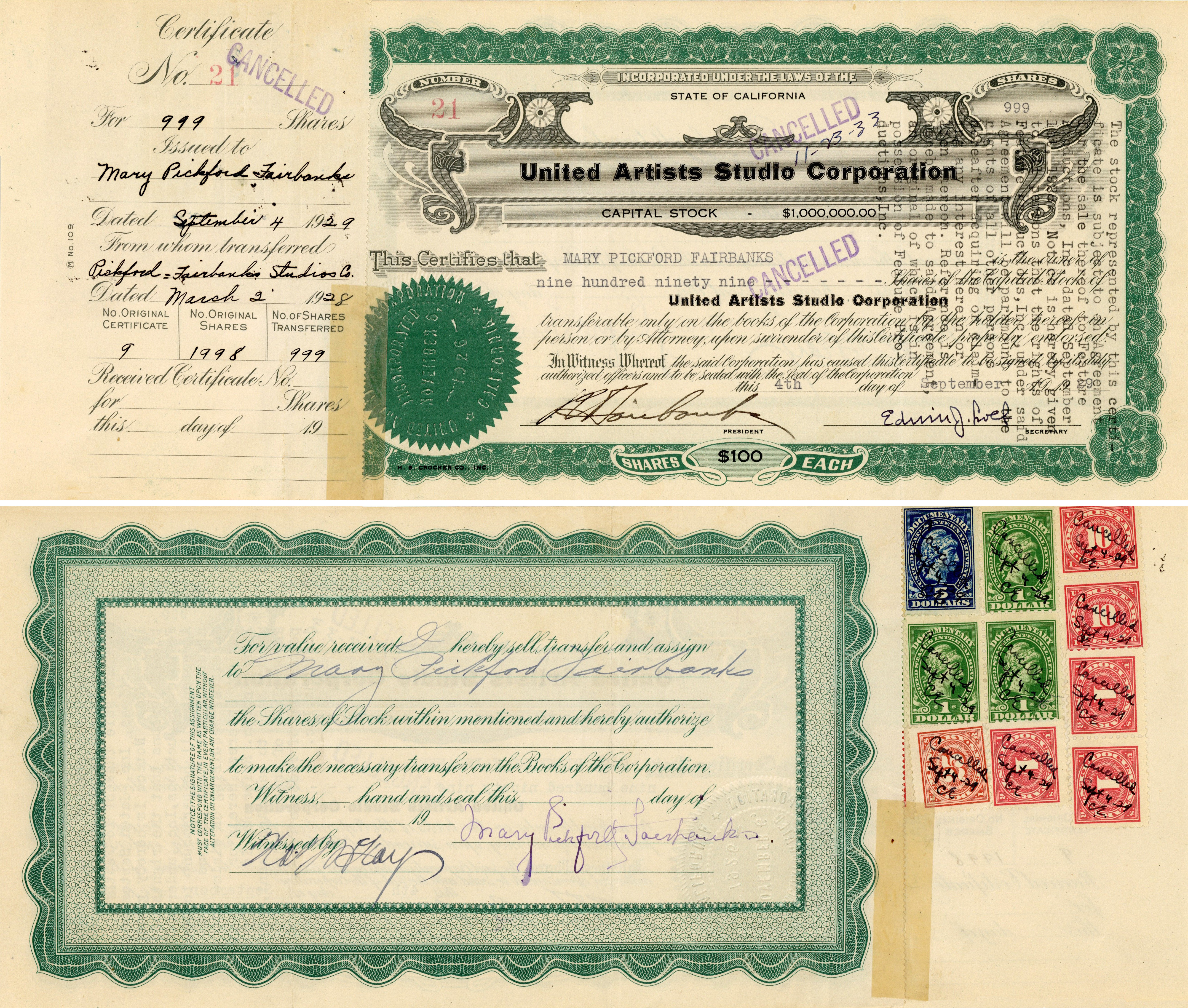
Action de la United Artists Studio Corporation de 999 parts de chacune, émise le 4 septembre 1929 au nom de Mary Pickford Fairbanks et signée par elle au verso de l'original (photo du bas).

En 1918, elle quitte la Paramount Pictures et devient une productrice indépendante ; et distribue également ses films avec la First National Pictures. En 1919, elle est l'un des fondateurs des Artistes associés (United Artists), avec D. W. Griffith, Charlie Chaplin et Douglas Fairbanks. Elle s'arroge ainsi le droit de jouer dans des productions de son fait, dont elle contrôle même la distribution (via United Artists). Le premier film ainsi conçu est Papa longues jambes en 1919. Elle est aussi la première actrice à toucher plus d'un million de dollars par an. Ses films remportent alors de grands succès, comme Pollyanna en 1920 (1 100 000 $), Le Petit Lord Fauntleroy en 1921, ou Rosita en 1923 (1 000 000 $). Elle arrête la comédie en 1933, au moment où le parlant supplante le cinéma muet, mais continue de produire des films, dont L'Homme aux lunettes d'écaille (1948), un remake au goût du jour de Hantise avec Ingrid Bergman.

### Vie privée
Mary Pickford s'est mariée à trois reprises. D'abord à Owen Moore (1886–1939), un acteur du cinéma muet né en Irlande, le 7 janvier 1911. Enceinte au début des années 1910, elle aurait fait une fausse couche ou aurait subi un avortement, ce qui pourrait être l'une des raisons de son incapacité à avoir un enfant. Le couple connaît de nombreux déboires conjugaux, dus en partie à l'alcoolisme de l'acteur, malheureux de vivre dans l'ombre de la plus grande star de l'époque, ainsi qu'à des accès de violence. Ils vivent séparément pendant plusieurs années puis Mary s'éprend secrètement de l'acteur Douglas Fairbanks. Leur romance se renforce lors de la tournée qu'ils effectuent ensemble en 1918 pour soutenir l'effort de guerre par la vente des liberty bonds (en) ; et la phrase « by the clock » devient le message secret de leur amour. En effet, au moment de leur cour, Fairbanks évoquait — en voiture avec Mary — la mort récente de sa mère. Lorsqu'il termina son histoire, l'horloge de la voiture s'arrêta. Ils prirent cela pour le signe de l'approbation de leur relation par la mère de l'acteur.

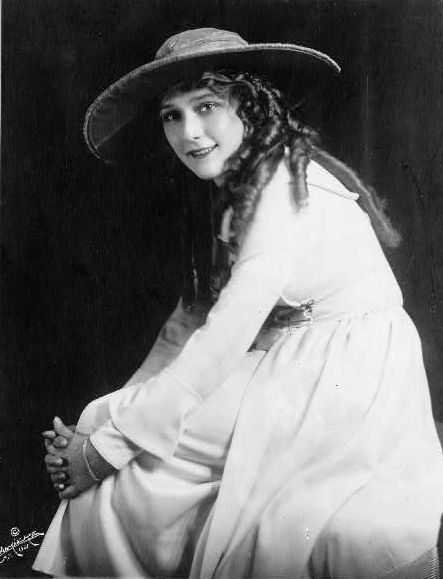
Mary Pickford vers 1921.

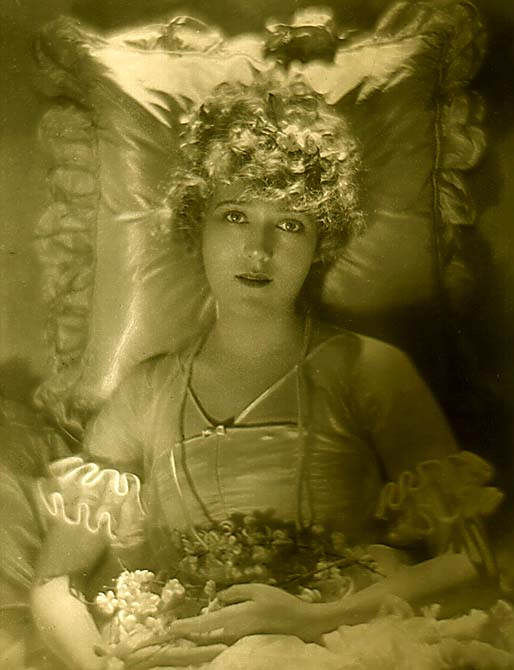
Mary Pickford
par Adolf de Meyer.

Son divorce d'avec Owen Moore étant prononcé le 2 mars 1920, elle épouse Fairbanks le 28 mars. Le ton de leur lune de miel en Europe fut donné par une violente bousculade à Londres où des fans de l'actrice tentèrent de toucher ses vêtements et ses cheveux (elle fut sortie de sa voiture et violemment piétinée). À Paris, une émeute similaire eut lieu sur un marché, où l'actrice fut contrainte de se réfugier dans un conteneur à viande. Pour leur retour triomphal à Hollywood, une foule en liesse les attend pour les acclamer à chaque station ferroviaire du pays. À la suite d'une série de films de cape et d'épée à grand succès, comme Le Signe de Zorro, Douglas Fairbanks acquiert une image encore plus héroïque et romantique, tandis que Mary continue d'incarner la « fille d'à-côté » vertueuse mais au cœur de braise. Même dans les soirées privées, les gens se lèvent spontanément lorsqu'elle entre dans la pièce ; le couple est souvent qualifié d'« Hollywood royalty ». Leur gloire internationale est si grande que les dignitaires et les chefs d'État étrangers en visite à la Maison Blanche demandent souvent s'il leur est possible de visiter Pickfair, l'immense manoir du couple à Beverly Hills.
Les dîners à Pickfair restent légendaires. Charlie Chaplin, le meilleur ami de Fairbanks, y est souvent présent, mais aussi d'autres invités tels que l'essayiste George Bernard Shaw, Albert Einstein, l'écrivaine Elinor Glyn, Helen Keller, H. G. Wells, le prince Lord Mountbatten, le compositeur Fritz Kreisler, l'aviatrice Amelia Earhart, F. Scott Fitzgerald, Noël Coward, Max Reinhardt, Sir Arthur Conan Doyle, ou encore le médaillé olympique et soldat japonais Takeichi Nishi.

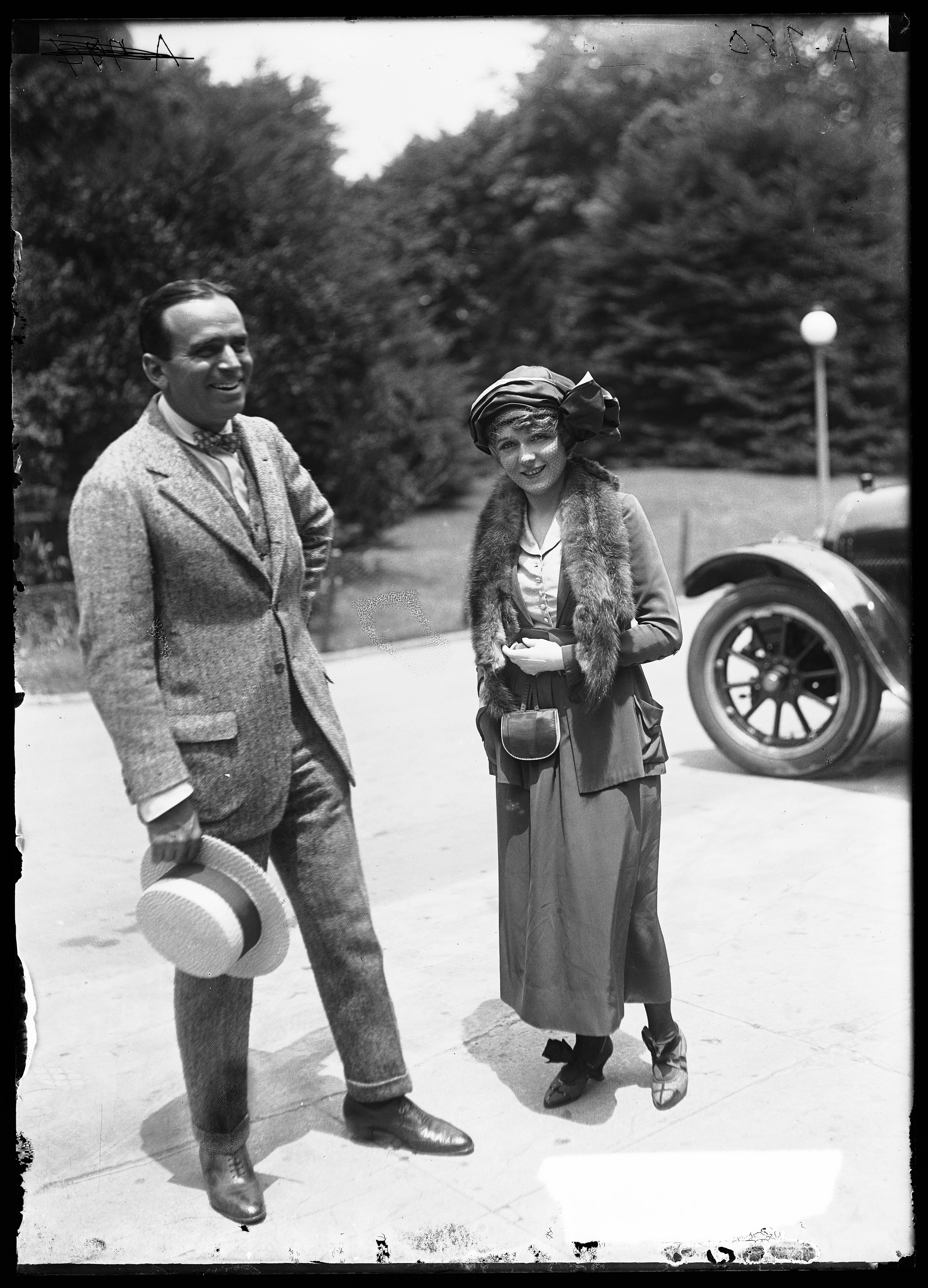
Douglas Fairbanks et Mary Pickford.

La nature publique et exposée de leur mariage le tend finalement jusqu'au point de rupture. Tiraillés par l'exigence de leurs activités, ils se voient de moins en moins. Lorsqu'ils ne travaillent pas pour le cinéma, ils passent leur temps en représentation permanente, tels des ambassadeurs officieux de l'Amérique, dans les parades, cérémonies d'inauguration et discours publics. Les pressions s'intensifient avec le déclin de leurs carrières à l'avènement du cinéma parlant. L'infatigable acteur trouve du réconfort en parcourant les mers du monde alors que l'actrice est casanière. Leur relation est définitivement plombée par la romance de l'acteur avec Sylvia Ashley (en) au début des années 1930, qui entraîne une longue séparation puis le divorce le 10 janvier 1936. Douglas Fairbanks Jr. déclara que son père et Mary Pickford regrettèrent leur incapacité à se réconcilier jusqu'à la fin de leur vie.
Le 24 juin 1937, Mary épouse son dernier mari, l'acteur et musicien Charles 'Buddy' Rogers. Ils adoptent deux enfants : Ronald Charles (alias Ron Pickford Rogers, né en 1937, adopté en 1943) et Roxanne (née et adoptée en 1944). Comme le rappelle un documentaire de PBS American Experience, les relations de l'actrice avec ses enfants étaient tendues, allant jusqu'à des remarques sur leurs imperfections physiques, la petite taille de Ronnie et les dents gâtées de Roxanne. Les deux enfants remarquent plus tard qu'elle était trop absorbée par elle-même pour leur fournir un réel amour maternel. En 2003, Ronnie reconnut : « Les choses n'allaient pas très bien. Mais je ne l'oublierai jamais. Je pense qu'elle était une femme bien. ».
En mars 1928, sa mère Charlotte meurt d'un cancer du sein, suivie par son frère Jack en 1933 et sa sœur Lottie en 1936. Douglas Fairbanks succombe à une crise cardiaque en 1939. En apprenant la nouvelle de sa mort, selon certaines sources elle aurait commencé à déplorer la perte face à son nouveau mari, « Mon bien-aimé est parti. » (« My darling is gone ») dit-elle. Mais à l'en croire, elle aurait retenu ses larmes de peur de blesser Rogers et ne se serait permis de pleurer que seule dans un train. Par la suite, elle s'extasie souvent au sujet de Fairbanks et interpelle parfois par erreur son mari par un « Douglas ». Ronald et Roxanne quittent rapidement Pickfair mais Mary et Rogers vivront ensemble pendant plus de quatre décennies jusqu'à la mort de la star du muet d'une hémorragie cérébrale à l'âge de 87 ans.

### Empreintes de mains auGrauman's Chinese Theatre

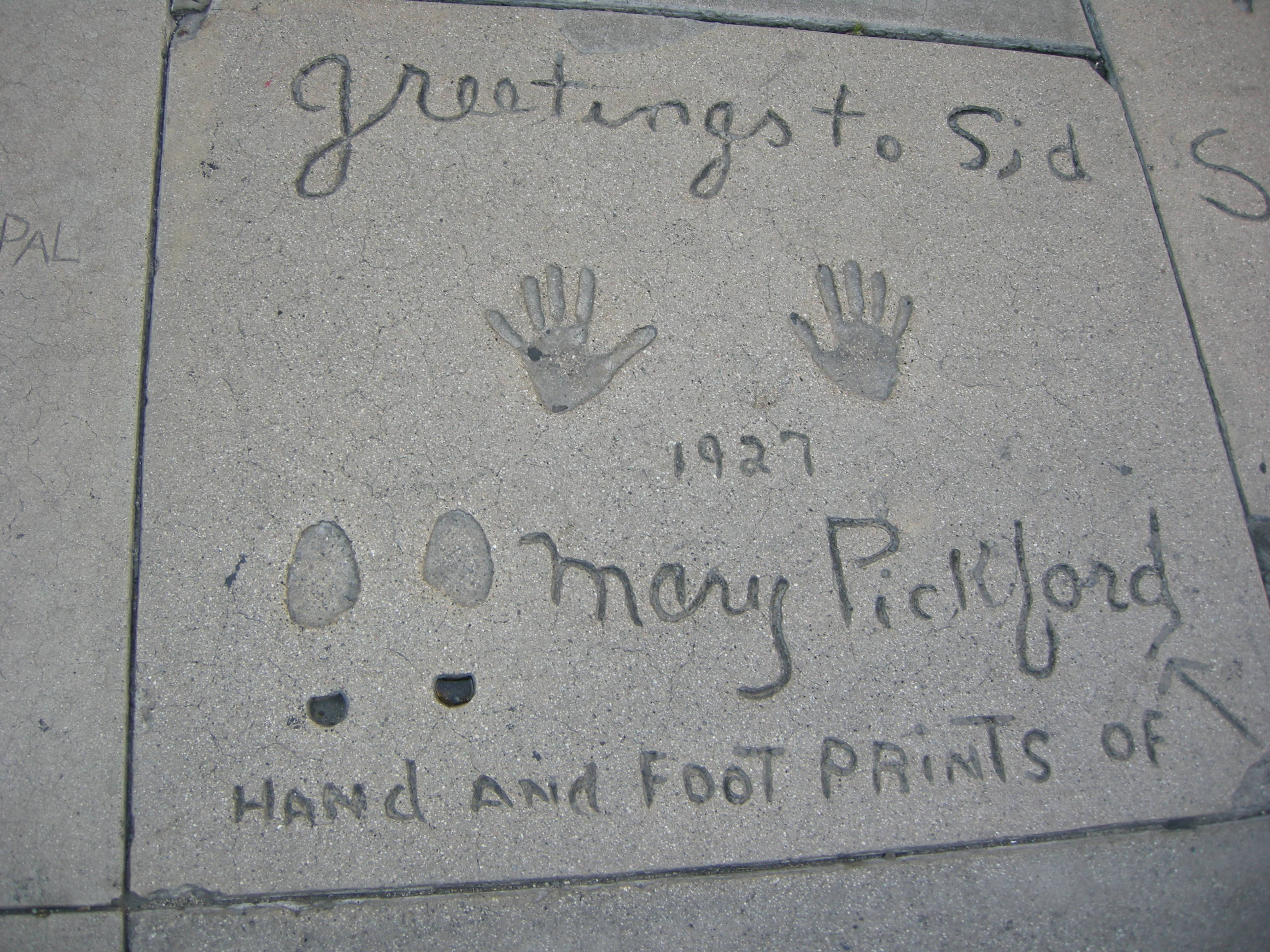
Empreintes des pieds et des mains de Mary Pickford devant le cinéma Grauman's Chinese Theatre à Hollywood.

Mary Pickford et Douglas Fairbanks sont les premiers acteurs à laisser leurs empreintes dans le ciment des dalles du parvis du cinéma Grauman's Chinese Theatre de Hollywood, le 30 avril 1927, lançant ainsi une coutume qui perdure encore aujourd'hui. D'autres cependant affirment que c'est Norma Talmadge qui est à l'origine de cette tradition : selon les propres dires de l'actrice, en 1927 elle a accidentellement marché dans le ciment humide devant le cinéma.

### L'industrie du cinéma

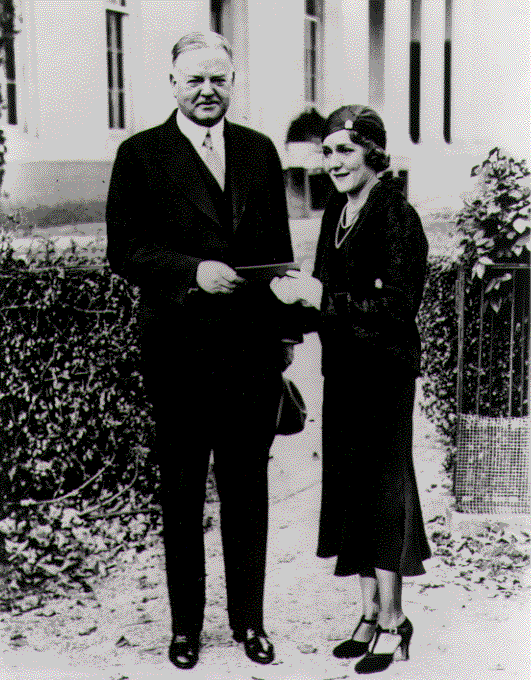
Mary Pickford donne au président Herbert Hoover un ticket pour une fondation de l'industrie du cinéma d'aide aux chômeurs le 12 novembre 1931.

Mary Pickford s'est servie de son statut pour promouvoir de nombreuses causes. Pendant la Première Guerre mondiale, elle s'engage dans la vente de liberty bonds (en), à travers une épuisante série de discours pour lever des fonds, qui débute à Washington DC, où elle vend des bons aux côtés de Charlie Chaplin, Douglas Fairbanks et Marie Dressler. Cinq jours plus tard, elle s'exprime à Wall Street devant une foule estimée à 50 000 personnes. Bien que née au Canada, elle incarne un symbole fort de l'Americana, en embrassant le drapeau américain devant les caméras et en mettant aux enchères l'une de ses fameuses boucles d'or pour 15 000 dollars. Un seul discours à Chicago rapporta la vente de bons d'une valeur estimée à 5 millions de dollars. Elle est rebaptisée Little Sister par l'U.S. Navy. Deux canons portent son nom et l'armée lui donne le titre de colonel d'honneur.

### Dernières années
Après son retrait de l'écran, Mary Pickford devient dépendante de l'alcool, l'addiction qui avait déjà touché son père et qui ravage la famille : son premier mari Owen Moore, sa mère Charlotte, sa sœur Lottie et son frère Jack. À la fin de sa vie, Mary s'inquiéta d'avoir perdu sa citoyenneté canadienne du fait de ses trois mariages avec trois citoyens américains. Elle envoya une requête au gouvernement canadien afin de retrouver sa nationalité originelle. Les lois de l'immigration de l'époque étaient telles qu'elle n'avait sans doute pas perdu sa citoyenneté. Les autorités l'ont officiellement déclarée canadienne, lui procurant ainsi la double nationalité.

### Mort

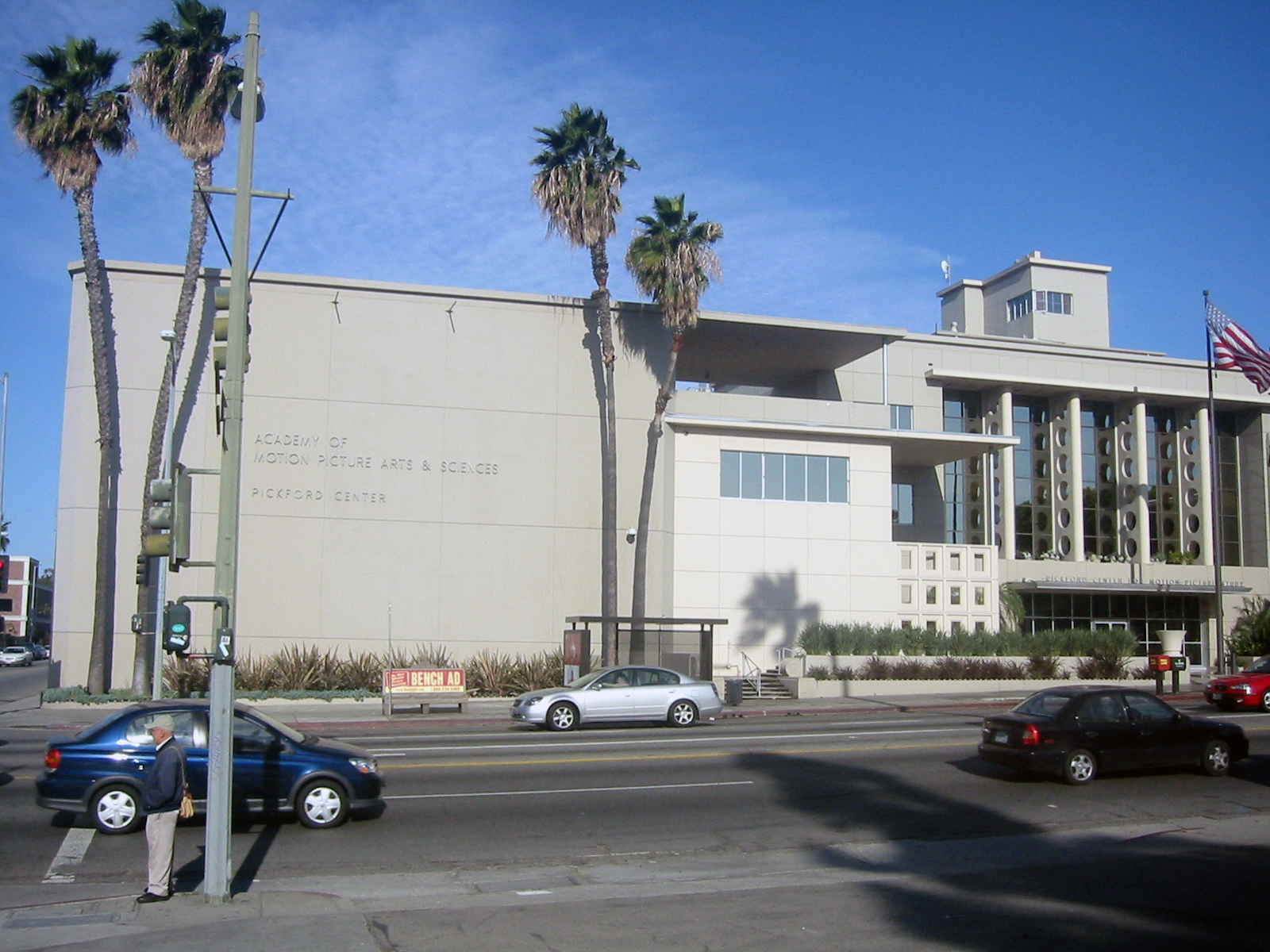
Centre Pickford d'Étude du Cinéma à Hollywood (Californie).

Mary Pickford meurt le 29 mai 1979 d'une hémorragie cérébrale à l'âge de 87 ans. Elle repose dans le Jardin de la Mémoire du cimetière de Forest Lawn Memorial Park à Glendale (Californie), dans la parcelle Pickford où se trouvaient déjà sa mère Charlotte, sa sœur Lottie, son frère Jack et la famille de Elizabeth Watson, la sœur de Charlotte qui avait contribué à son éducation à Toronto.

## Influence culturelle
- 1927 : A Kiss from Mary Pickford (en russe : Мэри Пикфорд - Potseluy Meri Pikford) de Sergueï Komarov : film soviétique où figurent Mary Pickford et Douglas Fairbanks en caméo
- 2007 : la chanteuse britannique Katie Melua lui consacre une chanson dans l'album Pictures
- 2012 : Qu'est-il arrivé à Mary Pickford ?, documentaire réalisé par Claudia Collao et Yannick Delhaye sur la vie et l'œuvre de l'actrice productrice

## Filmographie

### Cinéma

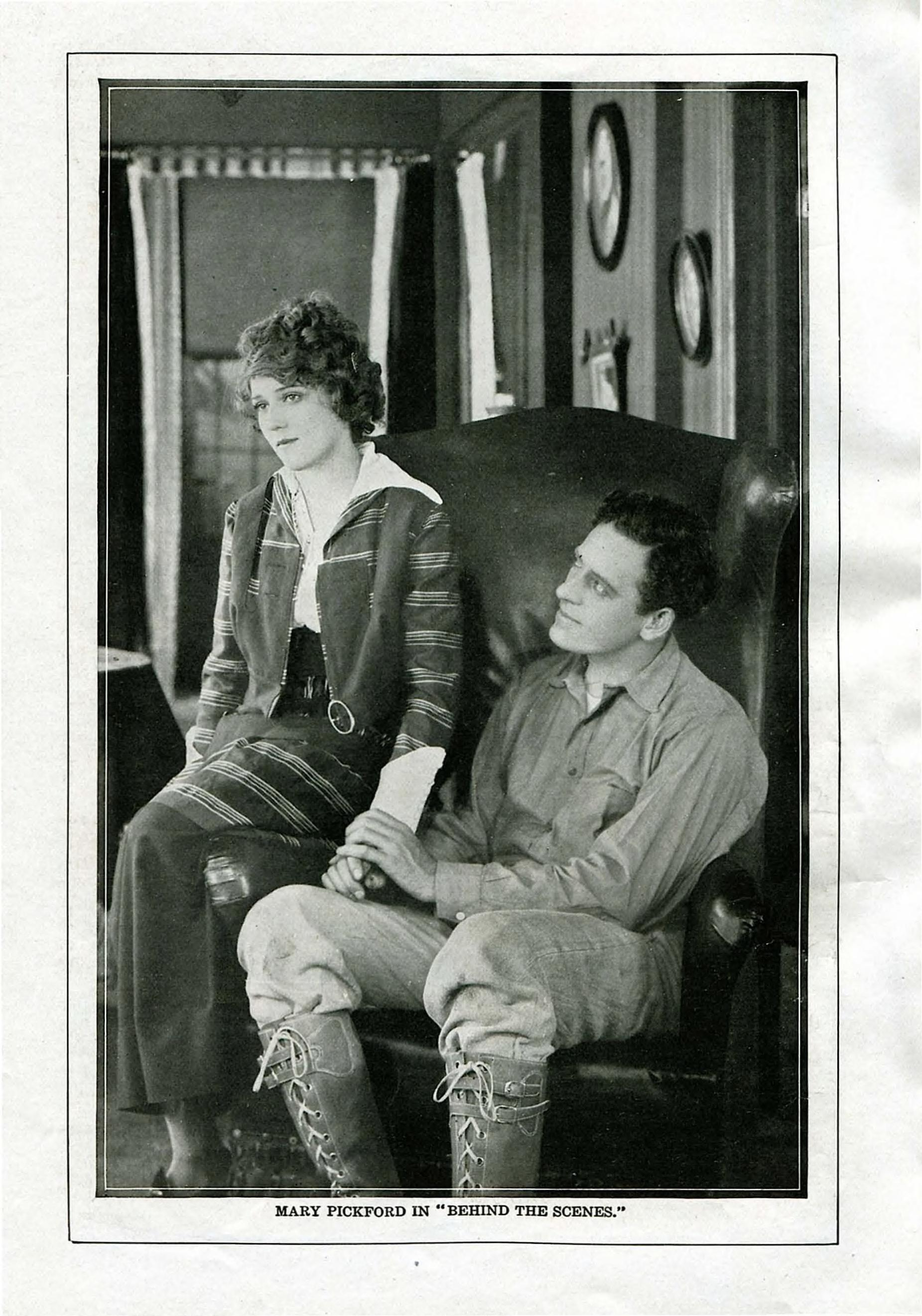
Mary Pickford avec James Kirkwood Sr.

- 1908 : Mrs. Jones Entertains de D. W. Griffith (créditée sous le nom de Dorothy Nicholson)
- 1909 : The Heart of an Outlaw de D. W. Griffith
- 1909 : L'Extravagante Mme Francis (The Fascinating Mrs. Francis) de D. W. Griffith
- 1909 : The Deception de D. W. Griffith
- 1909 : Le Luthier de Crémone (The Violin Maker of Cremona) de D. W. Griffith
- 1909 : The Renunciation de D. W. Griffith
- 1909 : La Villa solitaire (The Lonely Villa) de D. W. Griffith
- 1909 : Son premier biscuit (Her First Biscuits) de D. W. Griffith
- 1909 : Le Roman d'un coureur indien (The Indian Runner's Romance) de D. W. Griffith
- 1909 : Les Rénégats de 1776 (The Hessian Renegades) de D. W. Griffith
- 1910 : The Englishman and the Girl de D. W. Griffith
- 1910 : Les Liens du destin (The Thread of Destiny) de David W. Griffith
- 1910 : The Call to Arms de David W. Griffith
- 1910 : All on Account of the Milk (All on Account of the Milk) de Frank Powell
- 1910 : The Kid de Frank Powell
- 1910 : Little Nell's Tobacco de Thomas H. Ince
- 1911 : Les Roses blanches (White Roses) de D. W. Griffith
- 1911 : Their First Misunderstanding de Thomas H. Ince et George Loane Tucker
- 1911 : A Dog's Tale de Thomas H. Ince
- 1911 : Maid or Man de Thomas H. Ince
- 1911 : The Dream de Thomas H. Ince
- 1911 : At the Duke's Command de Thomas H. Ince
- 1911 : When the Cat's Away de Thomas H. Ince
- 1911 : The Mirror de Thomas H. Ince
- 1911 : Her Darkest Hour de Thomas H. Ince
- 1911 : A Manly Man de Thomas H. Ince
- 1911 : The Message in the Bottle de Thomas H. Ince
- 1911 : The Fisher-Maid de Thomas H. Ince
- 1911 : Les Trois Sœurs (Three Sisters) de D. W. Griffith
- 1911 : Artful Kate de Thomas H. Ince
- 1911 : In Old Madrid de Thomas H. Ince
- 1911 : Sweet Memories de Thomas H. Ince
- 1911 : The Stampede de Thomas H. Ince
- 1911 : Second Sight de Thomas H. Ince et Joseph W. Smiley
- 1911 : The Fair Dentist de Thomas H. Ince
- 1911 : For Her Brother's Sake de Thomas H. Ince
- 1911 : The Toss of a Coin de Thomas H. Ince
- 1911 : The Master and the Man de Thomas H. Ince
- 1911 : The Lighthouse Keeper de Thomas H. Ince
- 1911 : Back to the Soil de Thomas H. Ince
- 1911 : Behind the Stockade de Thomas H. Ince et George Loane Tucker
- 1911 : In the Sultan's Garden de Thomas H. Ince
- 1911 : For the Queen's Honor de Thomas H. Ince
- 1911 : A Gasoline Engagement de Thomas H. Ince
- 1911 : The Courting of Mary de James Kirkwood Sr. et George Loane Tucker
- 1911 : The Skating Bug de Thomas H. Ince
- 1911 : The Call of the Song de Thomas H. Ince
- 1911 : By the House That Jack Built de Thomas H. Ince
- 1911 : Entre deux amours (Tween Two Loves) de Thomas H. Ince
- 1911 : The Sentinel Asleep de Thomas H. Ince
- 1911 : The Better Way de Thomas H. Ince
- 1911 : His Dress Shirt de Thomas H. Ince
- 1911 : The Portrait de Thomas H. Ince et George Loane Tucker
- 1912 : Une Bête aux abois (A Beast at bay)  de David W. Griffith
- 1912 : The Narrow Road de David W. Griffith
- 1912 : Les Amis (Friends) de David W. Griffith
- 1912 : So Near, Yet So Far de David W. Griffith
- 1912 : Le Chapeau de New York (The New York Hat) de D. W. Griffith
- 1912 : The Informer de D. W. Griffith
- 1913 : The Unwelcome Guest de D. W. Griffith
- 1913 : Fate de D. W. Griffith
- 1913 : In the Bishop's Carriage de J. Searle Dawley et Edwin S. Porter
- 1913 : Caprice de J. Searle Dawley
- 1914 : Hearts Adrift d'Edwin S. Porter
- 1914 : Un bon petit diable (A Good Little Devil) d'Edwin S. Porter
- 1914 : Tess au pays des tempêtes (Tess of the Storm Country) d'Edwin S. Porter
- 1914 : Le Clan des aigles (The Eagle's Mate) de James Kirkwood Sr.
- 1914 : Such a Little Queen de Hugh Ford et Edwin S. Porter
- 1914 : Cendrillon (Cinderella) de James Kirkwood Sr. : Cendrillon
- 1914 : Behind the Scenes de James Kirkwood Sr.
- 1915 : Madame Butterfly de Sidney Olcott : Cho-Cho-San
- 1915 : A Girl of Yesterday de Allan Dwan (+ scénario) : Jane Stuart
- 1916 : The Foundling de John B. O'Brien : Molly O
- 1916 : Peppina (Poor Little Peppina) de Sidney Olcott : Peppina
- 1916 : L'Ange gardien (The Eternal Grind) de John B. O'Brien : Louise
- 1916 : Bout de maman (Hulda from Holland) de John B. O'Brien : Hulda
- 1916 : Miss Bengali (Less Than the Dust) de John Emerson : Radha
- 1917 : Fille d'Écosse (The Pride of the Clan) de Maurice Tourneur : Marget MacTavish
- 1917 : Pauvre Petite Fille riche (The Poor Little Rich Girl) de Maurice Tourneur : Gwendolyn
- 1917 : La Bête enchaînée (A Romance of the Redwoods) de Cecil B. DeMille : Jenny Lawrence
- 1917 : La Petite Américaine (The Little American) de Cecil B. DeMille : Angela Moore
- 1917 : Petit Démon (Rebecca of Sunnybrook Farm) de Marshall Neilan : Rebecca Randall
- 1917 : La Petite Princesse (The Little Princess) de Marshall Neilan : Sara Crewe
- 1918 : Le Roman de Mary (Stella Maris) de Marshall Neilan : Stella Marris
- 1918 : À chacun sa vie (Amarilly of Clothes-Line Alley) de Marshall Neilan : Amarilly Jenkins
- 1918 : L'Enfant de la forêt (M'Liss) de Marshall Neilan : Melissa Smith
- 1918 : L'École du bonheur (How Could You, Jean?) de William Desmond Taylor : Jean Mackaye
- 1918 : La Petite Vivandière (Johanna Enlists) de William Desmond Taylor (elle est aussi productrice déléguée) : Johanna Renssaller
- 1918 : One Hundred Percent American d'Arthur Rosson : Mayme
- 1919 : Le Trésor (Captain Kidd, Jr.) de William Desmond Taylor : Mary McTavish
- 1919 : Papa longues jambes (Daddy-Long-Legs) de Marshall Neilan : Judy Abbott
- 1919 : Dans les bas-fonds (The Hoodlum) de Sidney Franklin : Amy Burke
- 1919 : La Fille des monts (The Heart o' the Hills) de Sidney Franklin : Mavis Hawn
- 1920 : Pollyanna de Paul Powell : Pollyanna Whittier
- 1920 : Rêve et Réalité (Suds) de John Francis Dillon : Amanda Afflick
- 1921 : Le Signal de l'amour (The Love Light) de Frances Marion : Angela carlotti
- 1921 : Par l'entrée de service (Through the Back Door) de Alfred E. Green et Jack Pickford : Jeanne
- 1921 : Le Petit Lord Fauntleroy (Little Lord Fauntleroy) de Alfred E. Green et Jack Pickford : Cedric Errol
- 1922 : Tess au pays des tempêtes (Tess of the Storm Country) de John S. Robertson : Tessibel Skinner
- 1923 : Rosita d'Ernst Lubitsch et Raoul Walsh : Rosita
- 1924 : Dorothy Vernon (Dorothy Vernon of Haddon Hall) de Marshall Neilan : Dorothy Vernon
- 1925 : La Petite Annie (Little Annie Rooney) de William Beaudine : Annie Rooney
- 1925 : Ben-Hur de Fred Niblo : une spectatrice à la course de chars
- 1926 : Le Pirate noir (The Black Pirate), de Albert Parker : princesse Isobel
- 1926 : Les Moineaux (Sparrows) de William Beaudine : Molly
- 1927 : La Petite Vendeuse (My Best Girl) de Sam Taylor : Maggie Johnson
- 1927 : Le Gaucho (The Gaucho) de F. Richard Jones : la Vierge Marie
- 1929 : Coquette de Sam Taylor : Norma Besant
- 1929 : La Mégère apprivoisée (The Taming of the Shrew) de Sam Taylor : Katherine
- 1931 : Kiki de Sam Taylor : Kiki
- 1933 : Secrets de Frank Borzage : Mary Marlowe / Mary Carlton